# Feltrinelli (famiglia)
I Feltrinelli sono una famiglia imprenditoriale italiana. Originaria di Gargnano, paese dell'alto Lago di Garda, si arricchì con il commercio di legnami per le costruzioni. 
Trasferitisi a Milano, i Feltrinelli furono protagonisti dell'espansione edilizia del capoluogo lombardo e della costruzione della rete ferroviaria nazionale. Estesero i loro interessi nella finanza e fondarono un istituto di credito (Banca Feltrinelli). Nel secondo dopoguerra concentrarono i loro interessi nella casa editrice omonima, fondata da Giangiacomo Feltrinelli nel 1954.

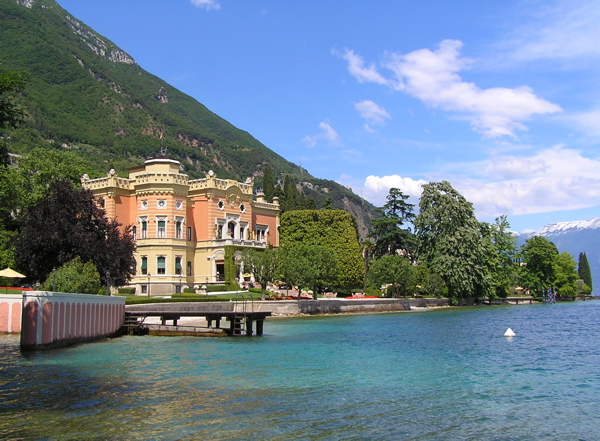
Villa Feltrinelli a Gargnano

## Origini
Secondo Giannalisa Gianzana, moglie di Carlo Feltrinelli (classe 1881, omonimo del nipote), i Feltrinelli erano originari di Feltre (feltrinèi, nel dialetto locale) e discendenti di tal Guido da Feltre; in realtà, si tratta probabilmente solo di un'ipotesi derivante dal loro cognome e dal fatto che si occupassero di legname, abbondante nel Bellunese. 
Si trattava di una famiglia agiata, anche se Giacomo Feltrinelli, iniziatore della loro fortuna, non poté dedicarsi agli studi, al contrario dei suoi dodici fratelli, avviati alle libere professioni.

### Faustino Feltrinelli
La prima azienda fu la Legnami Feltrinelli, segheria di tronchi impiantata a Gargnano dal capostipite Faustino Feltrinelli (1781-1848), agli inizi del XIX secolo. I figli Carlo, Angelo, Pietro e Giacomo, su iniziativa di quest'ultimo, fondarono a Desenzano del Garda, nel 1846, il deposito legnami Fratelli Feltrinelli; l'attività era quella di commercio di tronchi e semilavorati di legno, ricavati dalle foreste dell'alto Garda, della Val Vestino e del Trentino.

## Il trasferimento a Milano: la Feltrinelli Legnami

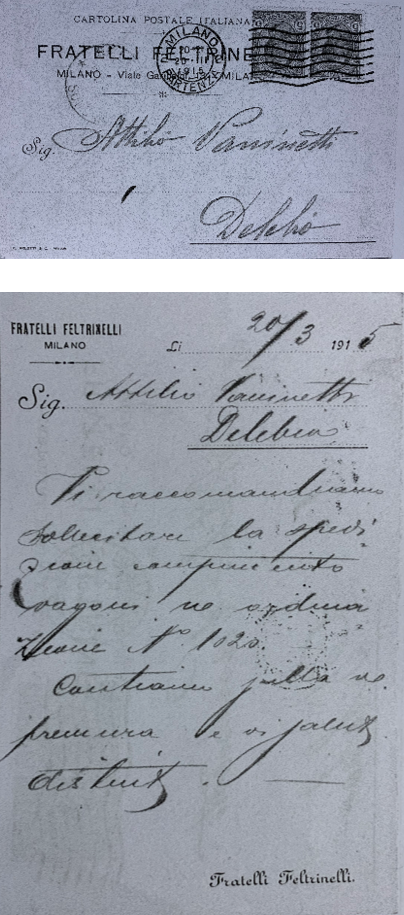
Lettera da Feltrinelli Legnami ad Attilio Vaninetti - 1915

Giacomo Feltrinelli si trasferì a Milano, dove nel 1857 fu fondata la Ditta F.lli Feltrinelli Legnami, che nel giro di una decina di anni diventò protagonista della vita economica della città. L'ascesa economica dei Feltrinelli fu molto rapida e fu favorita dal forte sviluppo edilizio del capoluogo lombardo e dalla costruzione della rete ferroviaria italiana: specializzati nel legno d'abete, i Feltrinelli fronteggiarono una fortissima domanda di legname d'opera, quali traversine ferroviarie e travi "uso Trieste" o "uso Fiume".
Per soddisfare tale domanda furono acquisiti boschi e foreste in Carinzia ed in Transilvania, ed i Feltrinelli estesero le loro attività anche all'estero, con sedi e rappresentanze commerciali in molti paesi. Come e' naturale, si avvalsero anche di fornitori locali italiani con facile accesso ai boschi di conifera sulle Alpi ed attrezzati ad inviare il legname tagliato verso i depositi di Milano mediante ferrovia. Alcune segherie in Valtellina, in provincia di Sondrio, beneficiarono di queste opportunita' commerciali. Tra queste si distinse la segheria di Attilio Vaninetti a Delebio, con cui i fratelli Feltrinelli ebbero un rapporto di collaborazione intenso e duraturo.

## La banca Feltrinelli e la Edison
Nel 1889 Giacomo Feltrinelli, assieme al nipote Giovanni (1855-1896), fondò a Milano una banca privata, la banca Feltrinelli. Nel 1896 la banca intervenne con dei capitali in sostegno dell'azienda elettrica Edison, sventando l'entrata nella compagine azionaria di soci tedeschi:
i Feltrinelli diventarono così tra i maggiori azionisti della Edison, entrando in rapporto con esponenti dell'alta borghesia milanese come i Pirelli ed i Falck. Dal 1907 la banca Feltrinelli partecipò alla progettazione ed alla realizzazione del Quartiere Industriale Nord Milano, cioè dell'ampia area industriale, con relative residenze per gli operai, situata tra la zona della Bicocca e Sesto San Giovanni. Nel paese natale di Gargnano i Feltrinelli stabilirono la loro residenza estiva (la Villa Feltrinelli sulle sponde del lago di Garda) ed avviarono un cotonificio.
Quando Giacomo Feltrinelli morì, nel 1913, fu ricordato dai giornali come “l'uomo più ricco di Milano”. Senza figli, le attività di famiglia furono suddivise tra i pronipoti Carlo, Pietro (1885-1913), Giuseppe (1883-1918) ed Antonio (1887-1942).

## Carlo Feltrinelli
Carlo Feltrinelli (1881-1935) fu personaggio di spicco nella finanza italiana tra gli anni venti e trenta; si occupò prevalentemente della Banca Feltrinelli (nel 1919 ribattezzata Banca Unione) e delle relative partecipazioni. Fu presidente e consigliere d'amministrazione di decine di società; tra gli altri incarichi, presidente della Edison (1930-1935) e del Credito Italiano (1928-1935), del quale la Banca Unione era il maggiore azionista. Nel 1935 morì dopo avere manifestato un malore in seguito a una discussione avuta con Alberto Beneduce, che gli aveva imposto di dimettersi dalla presidenza del Credito Italiano, rilevato nel frattempo dall'IRI.
Carlo Feltrinelli ebbe due figli, Antonella e Giangiacomo, che ereditarono gli immobili e la parte finanziaria (Banca Unione) del patrimonio di famiglia.
Dei fratelli di Carlo, Pietro e Giuseppe morirono ancora giovani; Antonio invece, che deteneva il pacchetto di maggioranza della Feltrinelli Legnami, visse per lo più sul lago di Garda, dedicandosi alla pittura. Sopravvisse di qualche anno al fratello Carlo, ed essendo senza figli lasciò in eredità la Feltrinelli Legnami e la sua parte di patrimonio all'Accademia dei Lincei, che impiegò il “Fondo Antonio Feltrinelli” per istituire il Premio Feltrinelli, da assegnare a chi si sia distinto nelle arti o nelle scienze, sul modello del Premio Nobel.

## Giangiacomo Feltrinelli e la casa editrice
Giangiacomo Feltrinelli nacque nel 1926 e la sorella Antonella nel 1927: erano quindi ancora bambini quando, nel 1935 il padre Carlo si uccise. Nel suo testamento aveva nominato il figlio Giangiacomo erede dei tre quarti del suo patrimonio, e con il compimento della maggiore età, nel 1947,  maturò il pieno diritto di disporre di tali beni. Nel 1949 fondò la Biblioteca Giangiacomo Feltrinelli, nonché l'Istituto per la storia del Movimento Operaio, in cui raccolse cimeli ed opere letterarie di argomento socialista e comunista, e nel 1954 la Casa editrice Feltrinelli, che diventerà la Giangiacomo Feltrinelli Editore. La Banca Unione fu controllata dai Feltrinelli fino al 1968, quando fu rilevata da Michele Sindona; secondo alcune interpretazioni a spingere Sindona all'acquisto fu lo IOR, azionista di minoranza di Banca Unione e “imbarazzato” dalla coabitazione con un socio comunista. Nel 1969, quando Giangiacomo Feltrinelli entrò in clandestinità, la sua terza ex moglie Inge Schönthal ne prese il posto alla guida della casa editrice.
Nel 1974 viene costituita giuridicamente con DPR n. 423 del 27 aprile 1974 la fondazione Istituto Giangiacomo Feltrinelli.
Il figlio di Giangiacomo, Carlo Feltrinelli, ha ereditato la proprietà della casa editrice; nel 1999 ha scritto una biografia del padre intitolata Senior Service (dalla marca delle sigarette preferite da Giangiacomo Feltrinelli), che contiene anche accenni sulla storia della famiglia Feltrinelli.

## Archivio
Gli archivi della famiglia Feltrinelli, conservati a Milano presso la Fondazione Giangiacomo Feltrinelli, sono attualmente costituiti da otto fondi archivistici contenenti documentazione afferente ad un arco cronologico che va dal 1840 al 1954 e relativa, principalmente, al patrimonio mobiliare e immobiliare e agli affari finanziari della famiglia; sono poi presenti  documenti che testimoniano sia l'attività professionale di alcuni dei suoi componenti sia l'attività riguardante alcune delle più importanti società costituite dai Feltrinelli. Questi, rispettivamente, i fondi: Amministrazione Feltrinelli (estremi cronologici: 1840-1954); Giacomo Feltrinelli (estremi cronologici: 1865-1911); Giovanni Feltrinelli (estremi cronologici: 1876-1896); Carlo Feltrinelli (estremi cronologici: 1897-1935); Banca Feltrinelli (estremi cronologici: 1915-1918); Opificio di Bernareggio per la lavorazione del legno (estremi cronologici: 1904-1924); Società italo-ungherese per imprese forestali (estremi cronologici: 1907-1913); Società di costruzioni e imprese fondiarie (estremi cronologici: 1907-1940).

## Albero Genealogico
| | |                                              |                                              |                                                                     |                                                                     |                                       |                                 |                                               |                  |                                                          |                                                          |                                            |                                            |                                                             |                                                             |                                                     |                                                     |
| | |                                              |                                              |                                                                     |                                                                     |                                       |                                 | -                                             |                  |                                                          |                                                          |                                            |                                            |                                                             |                                                             |                                                     |                                                     |
| | |                                              |                                              |                                                                     |                                                                     |                                       |                                 |                                               |                  |                                                          |                                                          |                                            |                                            |                                                             |                                                             |                                                     |                                                     |
| | |                                              |                                              |                                                                     |                                                                     |                                       |                                 |                                               |                  |                                                          |                                                          |                                            |                                            |                                                             |                                                             |                                                     |                                                     |
| | |                                              |                                              |                                                                     |                                                                     |                                       |                                 | Faustino 1781-1846 ⚭ Maria Caterina Zangherle |                  |                                                          |                                                          |                                            |                                            |                                                             |                                                             |                                                     |                                                     |
| | |                                              |                                              |                                                                     |                                                                     |                                       |                                 |                                               |                  |                                                          |                                                          |                                            |                                            |                                                             |                                                             |                                                     |                                                     |
| | |                                              |                                              |                                                                     |                                                                     |                                       |                                 |                                               |                  |                                                          |                                                          |                                            |                                            |                                                             |                                                             |                                                     |                                                     |
| | |                                              | Carlo 1819-1887 ⚭ Maria Cipettini            | Carlo 1819-1887 ⚭ Maria Cipettini                                   |                                                                     |                                       | Pietro 1825-1909 sacerdote      | Pietro 1825-1909 sacerdote                    |                  |                                                          |                                                          | Angelo 1827-1900 ⚭ Giovanna Rotelli        | Angelo 1827-1900 ⚭ Giovanna Rotelli        | Giacomo 1829-1913                                           | Giacomo 1829-1913                                           |                                                     |                                                     |
| | |                                              |                                              |                                                                     |                                                                     |                                       |                                 |                                               |                  |                                                          |                                                          |                                            |                                            |                                                             |                                                             |                                                     |                                                     |
| | |                                              |                                              |                                                                     |                                                                     |                                       |                                 |                                               |                  |                                                          |                                                          |                                            |                                            |                                                             |                                                             |                                                     |                                                     |
| | Faustino 1853-1936 ⚭ Teodora Vilionera                                                                      | Faustino 1853-1936 ⚭ Teodora Vilionera       | Giovanni 1855-1896 ⚭ Maria Pretz             | Giovanni 1855-1896 ⚭ Maria Pretz                                    | Francesco 1857-1923 ⚭ Carolina Souvam                               | Francesco 1857-1923 ⚭ Carolina Souvam |                                 |                                               |                  |                                                          |                                                          | Giuseppe 1854-1930 ⚭ Chiara Fisogni        | Giuseppe 1854-1930 ⚭ Chiara Fisogni        |                                                             |                                                             |                                                     |                                                     |
| | |                                              |                                              |                                                                     |                                                                     |                                       |                                 |                                               |                  |                                                          |                                                          |                                            |                                            |                                                             |                                                             |                                                     |                                                     |
| | |                                              |                                              |                                                                     |                                                                     |                                       |                                 |                                               |                  |                                                          |                                                          |                                            |                                            |                                                             |                                                             |                                                     |                                                     |
| Giuseppe 1883-1918                                                                                          | Giuseppe 1883-1918                                                                                          | Carlo 1881-1935 ⚭ Giovanna Elisa Gianzana    | Carlo 1881-1935 ⚭ Giovanna Elisa Gianzana    | Pietro 1885-1913                                                    | Pietro 1885-1913                                                    | Antonio 1887-1942 ⚭ Luisa Doria       | Antonio 1887-1942 ⚭ Luisa Doria | Angelo 1888-1917                              | Angelo 1888-1917 | Giovanna 1887-1909 ⚭ Alfonso Morelli dei conti di Popolo | Giovanna 1887-1909 ⚭ Alfonso Morelli dei conti di Popolo | Maria 1896 ⚭ conte Francesco Mapelli Mozzi | Maria 1896 ⚭ conte Francesco Mapelli Mozzi | Giacomo 1891-1973 Conte di Gerola ⚭ Isabella Douglas Scotti | Giacomo 1891-1973 Conte di Gerola ⚭ Isabella Douglas Scotti | Teresa 1889 ⚭ Mercurino Franco Arborio di Gattinara | Teresa 1889 ⚭ Mercurino Franco Arborio di Gattinara |
| | |                                              |                                              |                                                                     |                                                                     |                                       |                                 |                                               |                  |                                                          |                                                          |                                            |                                            |                                                             |                                                             |                                                     |                                                     |
| | |                                              |                                              |                                                                     |                                                                     |                                       |                                 |                                               |                  |                                                          |                                                          |                                            |                                            |                                                             |                                                             |                                                     |                                                     |
| Giangiacomo 1926-1972 Marchese di Gargnano ⚭ Bianca Dalle Nogare ⚭ Alessandra De Stefani 1 ⚭ Inge Schönthal | Giangiacomo 1926-1972 Marchese di Gargnano ⚭ Bianca Dalle Nogare ⚭ Alessandra De Stefani 1 ⚭ Inge Schönthal |                                              |                                              | Antonella Rosa 1927 ⚭ André Lefèvre d'Ormesson                      | Antonella Rosa 1927 ⚭ André Lefèvre d'Ormesson                      |                                       |                                 |                                               |                  |                                                          |                                                          |                                            | Giuseppe 1938                              | Giuseppe 1938                                               | Laura 1939                                                  | Laura 1939                                          |                                                     |
| | |                                              |                                              |                                                                     |                                                                     |                                       |                                 |                                               |                  |                                                          |                                                          |                                            |                                            |                                                             |                                                             |                                                     |                                                     |
| | |                                              |                                              |                                                                     |                                                                     |                                       |                                 |                                               |                  |                                                          |                                                          |                                            |                                            |                                                             |                                                             |                                                     |                                                     |
| 1 Carlo | 1 Carlo | Donatella ⚭ Xavier Jean de La Forest-Divonne | Donatella ⚭ Xavier Jean de La Forest-Divonne | Laetitia Maria Rosa Francoise-De-Paule ⚭ Raffaele Carrega Bertolini | Laetitia Maria Rosa Francoise-De-Paule ⚭ Raffaele Carrega Bertolini | Domitilla ⚭ Robert Peugeot            | Domitilla ⚭ Robert Peugeot      |                                               |                  |                                                          |                                                          |                                            |                                            |                                                             |                                                             |                                                     |                                                     |
| | |                                              |                                              |                                                                     |                                                                     |                                       |                                 |                                               |                  |                                                          |                                                          |                                            |                                            |                                                             |                                                             |                                                     |                                                     |
| | |                                              |                                              |                                                                     |                                                                     |                                       |                                 |                                               |                  |                                                          |                                                          |                                            |                                            |                                                             |                                                             |                                                     |                                                     |
| | |                                              |                                              | Laure 1981 ⚭ Siegfried Modola                                       | Laure 1981 ⚭ Siegfried Modola                                       | Charles 1980 ⚭ Costanza Ascoli        | Charles 1980 ⚭ Costanza Ascoli  | Edouard 1984                                  | Edouard 1984     |                                                          |                                                          |                                            |                                            |                                                             |                                                             |                                                     |                                                     |